# Matthias Remund
Matthias Remund (* 13. Mai 1963 in Bern) ist ein Schweizer Sportfunktionär.

## Leben
Matthias Remund, der auf Wettkampfebene Skilanglauf betrieb, studierte an der Universität Bern Rechtswissenschaft und war nach dem Staatsexamen als Fürsprecher tätig. Zwischen 1993 und 1995 übte er das Amt des Generalsekretärs der Schweizerischen Käseunion AG aus, von 1996 bis 1999 war er Verbandssekretär beim Centre Patronal.
In dieser Zeit hatte Remund neben seinem Hauptberuf zusätzlich die Hauptverantwortung für Ski nordisch beim Schweizer Skiverband inne und amtete bei den Olympischen Winterspielen 1998 als Leiter der Schweizer Delegation Ski nordisch.
2001 trat er seinen Dienst als Vorstandsvorsitzender der Billag AG an und war Mitglied des Führungsgremiums beim Mutterkonzern Swisscom. Als Sportfunktionär gehörte Remund in den Jahren 2003 und 2004 dem Verwaltungsrat der BSC Young Boys Betriebs AG an.
Am 1. April 2005 wurde Remund als Nachfolger von Heinz Keller Direktor des Bundesamts für Sport. Auf Ende Oktober 2024 trat er von diesem Amt zurück und wurde im Januar 2025 Vorstandsvorsitzender und Generalsekretär des internationalen Hochschulsportverbands FISU.